# Бойл, Томми (футболист, 1901)
То́мас Уи́лкинсон Бойл (англ. Thomas Wilkinson Boyle; 21 февраля 1901 — 9 января 1972), также известный как То́мми Бойл (англ. Tommy Boyle) — английский футболист, выступавший на позициях инсайда и флангового хавбека. Известен по выступлениям за английские клубы «Шеффилд Юнайтед», «Манчестер Юнайтед», «Нортгемптон Таун». Обладатель Кубка Англии 1925 года в составе «Шеффилд Юнайтед». Был играющим тренером клуба «Скарборо».

## Футбольная карьера
Уроженец Шеффилда, Бойл начал футбольную карьеру в йоркширском клубе «Буллкрофт Мейн Коллиери». В 1921 году стал игроком «Шеффилд Юнайтед». В первые сезоны редко попадал в основной состав, однако начиная с сезона 1924/25 стал регулярно играть за первую команду. Отмечается, что его выступления «улучшились, в особенности игра головой». В сезоне 1924/25 помог «клинкам» выиграть Кубок Англии, сыграв в финале вместо более опытного Томми Сэмпи. Покинул «Шеффилд Юнайтед» в 1929 году, проведя за «клинков» более 130 матчей и забив 41 мяч.
В марте 1929 года перешёл в «Манчестер Юнайтед» за 2000 фунтов. 30 марта 1929 года дебютировал за «Юнайтед» в выездном матче Первого дивизиона против «Дерби Каунти». Это был его единственный матч в основном составе «Юнайтед» в сезоне 1928/29. В следующем сезоне Бойл провёл за команду 16 матчей и забил 6 мячей, включая два «дубля» в двух матчах подряд (против «Ньюкасл Юнайтед» 28 декабря 1929 года и «Блэкберн Роверс» 4 января 1930 года). Всего он провёл за «Юнайтед» 17 матчей и забил 6 мячей.
В мае 1930 года Томми стал игроком клуба «Маклсфилд Таун», но уже в июле 1930 года перешёл в «Нортгемптон Таун». В «Нортгемптоне» Бойл провёл последующие пять сезонов, сыграв за клуб 149 матчей и забив 35 мячей.
В 1935 Томми Бойл был назначен играющим тренером клуба «Скарборо», выступавшего в Мидлендской футбольной лиге. Провёл в команде два «относительно успешных» сезона, после чего завершил футбольную карьеру.

## Достижения
Шеффилд Юнайтед
- Обладатель Кубка Англии: 1924/25

## Статистика выступлений
| Клуб              | Сезон            | Лига | Лига | Кубок | Кубок | Итого | Итого |
| Клуб              | Сезон            | Игры | Голы | Игры  | Голы  | Игры  | Голы  |
| ----------------- | ---------------- | ---- | ---- | ----- | ----- | ----- | ----- |
| Шеффилд Юнайтед   | 1921/22          | 1    | 0    | 0     | 0     | 1     | 0     |
| Шеффилд Юнайтед   | 1922/23          | 12   | 1    | 0     | 0     | 12    | 1     |
| Шеффилд Юнайтед   | 1923/24          | 18   | 4    | 0     | 0     | 18    | 4     |
| Шеффилд Юнайтед   | 1924/25          | 35   | 17   | 3     | 1     | 38    | 18    |
| Шеффилд Юнайтед   | 1925/26          | 32   | 13   | 2     | 1     | 34    | 14    |
| Шеффилд Юнайтед   | 1926/27          | 20   | 1    | 1     | 0     | 21    | 1     |
| Шеффилд Юнайтед   | 1927/28          | 1    | 0    | 0     | 0     | 1     | 0     |
| Шеффилд Юнайтед   | 1928/29          | 8    | 3    | 0     | 0     | 8     | 3     |
| Шеффилд Юнайтед   | Итого            | 127  | 39   | 6     | 2     | 133   | 41    |
| Манчестер Юнайтед | 1928/29          | 1    | 0    | 0     | 0     | 1     | 0     |
| Манчестер Юнайтед | 1929/30          | 15   | 6    | 1     | 0     | 17    | 6     |
| Манчестер Юнайтед | Итого            | 16   | 6    | 1     | 0     | 17    | 6     |
| Нортгемптон Таун  | 1930/31          | 34   | 7    | 1     | 0     | 35    | 7     |
| Нортгемптон Таун  | 1931/32          | 27   | 6    | 0     | 0     | 27    | 6     |
| Нортгемптон Таун  | 1932/33          | 38   | 13   | 0     | 0     | 38    | 13    |
| Нортгемптон Таун  | 1933/34          | 30   | 6    | 6     | 2     | 36    | 8     |
| Нортгемптон Таун  | 1934/35          | 13   | 1    | 0     | 0     | 13    | 1     |
| Нортгемптон Таун  | Итого            | 142  | 33   | 7     | 2     | 149   | 35    |
| Всего за карьеру  | Всего за карьеру | 285  | 78   | 14    | 4     | 299   | 82    |

## Личная жизнь
Томми Бойл — сын Питера Бойла, выступавшего за сборную Ирландии и выигравшего два Кубка Англии в составе «Шеффилд Юнайтед» в 1899 и 1902 году.
После завершения карьеры и ухода из «Скарборо» Томми управлял пабом Plough Inn в Северном Йоркшире.